# Beatriu de Navarra (1242-1295)
Beatriu de Navarra (1242-1295) fou filla de Teobald I de Navarra i la seva tercera esposa Margarida de Borbó. Entre els seus germans hi havia Teobald II de Navarra i Enric I de Navarra. També és coneguda com a Beatriu de Xampanya.
Beatriu es va casar amb Hug IV, duc de Borgoña, una carta datada al novembre de 1258 confirma això. La parella es va casar deu anys després de la mort de la primera esposa d'Hug, Violant de Dreux. En casar-se, Beatriu va ser nomenada Dama de l'Isle-sous-Montréal i es va convertir en duquessa consort de Borgonya.
Hug i Beatriu van tenir els següents fills:
- Hug, vescomte d'Avallon (1260-1288), es va casar amb Margarida de Borgonya, filla de Joan I de Borgonya, comte palatí.
- Margarida, dama de Vitteaux (m. 1300), es va casar en 1272 amb Joan de Xaló, senyor d'Arlay (1259-1316)
- Joana (m. 1295)
- Beatriu, senyora de Grignon (h. 1260-1329), es va casar amb Hug XIII, comte de la Marxe
- Isabel de Borgonya, senyora de Vieux-Château (1270-1323), es va casar amb Rodolf I d'Habsburg

El fill de Beatriu, Hug, no va succeir al seu pare perquè Hug IV tenia un altre fill, Robert, pel seu matrimoni amb Violand de Dreux. Hug IV morí en 1271 i va ser succeït per Robert. Després que el seu marit morís, ella es va retirar al castell de l'Isle-sur-Serein. Va litigar amb el seu fillastre Robert i va reclamar la protecció de Felip II de França. Beatriu va morir després de juliol de l'any 1295 al castell de Villaines-en-Duesmois, Côtes d'Or.